# Gurjara-Pratihara

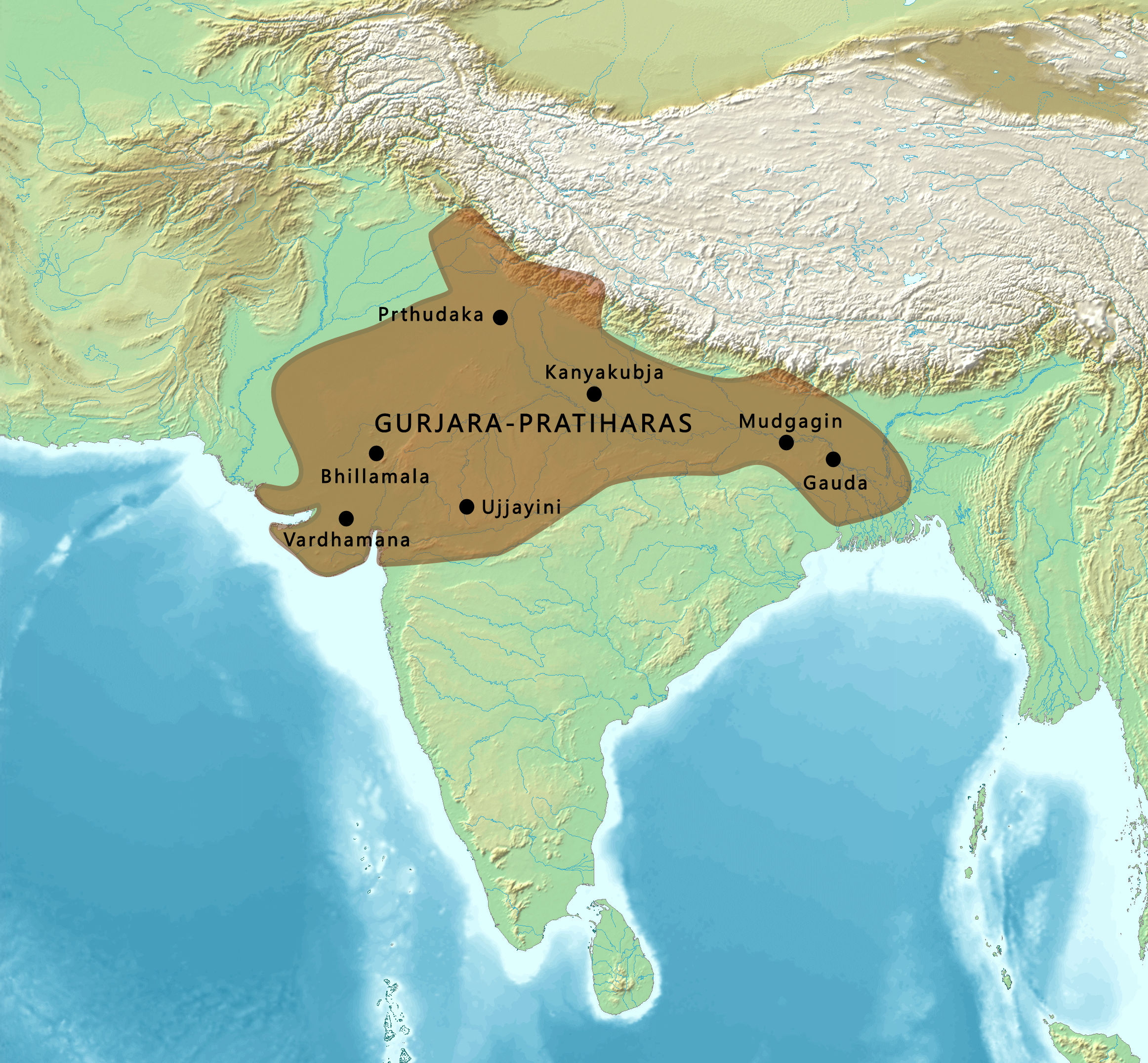
Estensione del regno Gurjara-Pratihara fra 800 e 950 ca.

Gurjara-Pratihara (Sanscrito: गुर्जर प्रतिहार, Gurjara Pratihâra), spesso chiamato semplicemente Impero Pratihara, fu una dinastia imperiale indiana che governò l'India settentrionale dal VI secolo all'XI secolo d.C.. Ebbe il suo apice di prosperità e potenza tra l'836 e il 910 d.C.. L'Impero Gurjara fu rivale dell'Impero Gupta per estensione di territorio.
Kannauj fu la sua capitale. Il titolo onorifico per i governatori di questo impero era: Maharajadhiraja di Āryāvarta, ovvero: Signore dell'India settentrionale.

## Etimologia
La parola pratihara significa guardiano, governatore o protettore. La maggior parte degli storici ipotizza quindi che i Pratihara ricoprissero originariamente ruoli di alto livello, ma in ultima analisi di servitù o militari, alla corte dei Rashtrakuta.

## Storia
Il bramino Harichandra (VI secolo) è citato come antenato. Il primo personaggio storico della dinastia fu un certo Nagabhata. Si stabilì ad Avanti (nel Malwa occidentale) e cacciò le truppe del governatore arabo del Sindh, Junaid, da Ujjain e dal Malwa (725-40 circa).
Vatsaraja (775-805 ca.), che divenne il vero fondatore del potere Pratihara unendo i clan Gurjara, estese il suo impero sul Rajputana e su alcune parti dell'India nordoccidentale intorno al 783. Sconfisse il re Pala Dharmapala (775-810 ca.) a Prayagraj, ma fu sconfitto dal re Rashtrakuta Dhruva (779-793 ca.) intorno al 786.
Sotto il figlio Nagabhatra II, il gioco si ripeté: riuscì a strappare Kannauj ai vassalli di Dharmapala e sconfisse lo stesso Dharmapala a Monghyr. Ma nell'806/07, il Rashtrakuta Govindra III (dal 813 circa) e suo fratello Indra attaccarono con due eserciti che avanzavano rapidamente verso nord e sconfissero Nagabhatra II, che fuggì nel deserto del Rajasthan. Nagabhatra II riuscì infine a tenere Kannauj, ma solo a prezzo di concessioni. 
Solo Bhoja Adivaraha (836-885 circa) spostò finalmente la sua residenza a Kannauj nell'836. Bhoja e il suo successore Mahendrapala (885-908 circa) vi introdussero una vita di corte lussuosa ed eccessivamente raffinata e tennero insieme l'India settentrionale con diverse vittorie. Kannauj si espande e diventa un centro delle arti (architettura, poesia, musica); l'opera del poeta Rajashekhara coincide con questo periodo. Tuttavia, a causa della successiva conquista islamica, nell'area di Kannauj non è rimasto un solo edificio templare rappresentativo di questo periodo.
Il re Mahipala (914-943 circa) era già minacciato da lotte intestine, nonostante i suoi quattro grandi eserciti; Kannauj cadde brevemente sotto il Rashtrakuta Indra III intorno al 915/16, il cui generale Narasinha lo inseguì per tutto il Paese. L'assassinio di Indra III nel 917 e il sostegno del Chandella Harshavarman e del Guhilot Bhatta salvarono Mahipala; i suoi vassalli scacciarono i Rashtrakuta e lo restaurarono sul trono.
In seguito, il potere dei vassalli aumentò costantemente. Soprattutto, i re Pratihara erano ormai dipendenti dai Chandella, che assunsero il ruolo di imperatori domestici: nel 954, il re Devapala dovette cedere il santuario imperiale, un idolo di Vishnu, al Chandella Vasovarman (r. c. 930-950), e negli anni '960 il suo successore Vijayapala perse grandi proprietà a favore del Chandella Dhanga (r. c. 950-1002). Ciononostante, erano ancora formalmente riconosciuti come feudatari, anche se con poco rispetto, perché i Chandella erano ormai i veri signori dell'India settentrionale - fino all'arrivo di Mahmud di Ghazni.
Il re Rajyapala fu abbandonato dai suoi vassalli da tempo indipendenti nella lotta contro i musulmani di Mahmud di Ghazni; un suo vasallo, Chandella Ganda (1002-25 circa), lo pugnalò addirittura alle spalle. Rajyapala fuggì da Kannauj, fu accusato di essere un "traditore", sconfitto dai suoi vassalli  e infine assassinato (1018). Il suo successore Trilochanpala perse Kannauj e si rifugiò a Prayag. L'ultimo sovrano di Pratihara morì nel 1036.

## Lista dei sovrani
- Nagabhata I (ca. 725–756)
- Vatsaraja (ca. 775–805)
- Nagabhata II (ca. 800–833)
- Ramabhadra (ca. 833–835)
- Bhoja I (ca. 836–885)
- Mahendrapala I (ca. 885–908)
- Bhoja II (ca. 908–914)
- Mahipala (ca. 914–943)
- Mahendrapala II (ca. 943–948)
- Devapala (ca. 948–954)
- Vijayapala (ca. 954–955)
- Mahipala II (ca. 955–956)
- Vijaypala II (ca. 956–960)
- Rajyapala (fino al 1018)
- Trilochanpala (ca. 1018–1027)
- Jasapala (ca. 1024–1036)